# Саад ибн Ибрахим аз-Зухри
Абу Ибрахим Са‘д ибн Ибрахим аз-Зухри́ (араб. سعد بن إبراهيم الزهري‎; ?, Медина — 742, Медина) — исламский богослов, факих, хадисовед времен табиев, судья города Медины.

## Биография
Его полное имя: Саад ибн Ибрахим ибн Абдуррахман ибн Ауф аз-Зухри. Точная дата его рождения не известна. Он был внуком известного сподвижника пророка Мухаммеда — Абдуррахмана ибн Ауфа, одного из десяти сподвижников, обрадованных раем при жизни. Его отца звали Ибрахим, а мать — Умм Кульсум бинт Саад. Она была дочерью другого сподвижника Саада ибн Абу Ваккаса. Саад аз-Зухри был известен под куньями Абу Исхак и Абу Ибрахим.
Саад аз-Зухри обучался у целого ряда сподвижников и табиев: своего отца Ибрахима, дяди Хамида и Абу Саламы, двоюродного брата отца Тальхи ибн Абдуллаха, Анаса ибн Малика, Абдуллаха ибн Джафара, Абу Умамы ибн Сахла, Абдуллаха ибн Шидада, Абу Убайды ибн Абдуллаха, Касима ибн Мухаммада, Каба ибн Малика, Саида ибн аль-Мусаййиба и у многих других богословов и пересказывал хадисы с их слов. Он также встречался с известными сподвижниками пророка Мухаммеда — Абдуллахом ибн Умаром и Джабиром ибн Абдуллахом. От его имени передали хадисы его сын Ибрахим, брат Салих, Ибн Шихаб аз-Зухри, Абдуллах аль-Махзуми, Суфьян ас-Саури, Ияд ибн Абдуллах, Яхья ибн Саид, Ибн Аджлан, Айюб Сахтияни, Суфьян ибн Уяйна, Хаммад ибн Зейд, Хаммад ибн Салама и многие другие учёные (улемы) Хиджаза. Ещё при жизни одного из семи великих законоведов Медины — внука Абу Бакра, Касима ибн Мухаммада он был назначен кадием города. Суфьян ибн Уяйна рассказывал: «Саад ибн Ибрахим занимал должность судьи, а затем был смещён, но богобоязненность, которую он имел в бытность судьёй, он сохранил и после смещения с этой должности».
Относительно точной даты его смерти есть разногласия. Согласно одним источникам он скончался в 744 году. Но большая часть преданий указывает на то, что он умер в 742 г. Сообщается, что он скончался в возрасте 72 лет.
Хадисоведы признают его как заслуживающего доверия передатчика хадисов.
- Ибн Саад аль-Багдади сказал: «Он был надежным передатчиком и рассказал много хадисов»[5].
- Яхья ибн Маин сказал: «Он был передатчиком, в надежности которого нет сомнений»[5].
- Ахмад ибн Ханбаль сказал: «Он надежный передатчик. Он занимал должность кадия Медины и был превосходным [ученым]».

Абу Хатим, ан-Насаи и многие другие хадисоведы признали его надежность в передаче хадисов.